# Winfield (Texas)
Winfield es una ciudad ubicada en el condado de Titus en el estado estadounidense de Texas. En el Censo de 2010 tenía una población de 524 habitantes y una densidad poblacional de 256,75 personas por km².

## Geografía
Winfield se encuentra ubicada en las coordenadas 33°9′56″N 95°6′40″O / 33.16556, -95.11111. Según la Oficina del Censo de los Estados Unidos, Winfield tiene una superficie total de 2.04 km², de la cual 2.01 km² corresponden a tierra firme y (1.4%) 0.03 km² es agua.

## Demografía
Según el censo de 2010, había 524 personas residiendo en Winfield. La densidad de población era de 256,75 hab./km². De los 524 habitantes, Winfield estaba compuesto por el 75.19% blancos, el 0.19% eran afroamericanos, el 1.34% eran amerindios, el 0% eran asiáticos, el 0% eran isleños del Pacífico, el 19.08% eran de otras razas y el 4.2% pertenecían a dos o más razas. Del total de la población el 53.82% eran hispanos o latinos de cualquier raza.